# Bannwald Rotenacker
Der Bannwald Rotenacker ist Bestandteil des Rotenackers im baden-württembergischen Landkreis Ludwigsburg. An dessen Westrand ist der Hangwald oberhalb der Remminger Enzschleife als Bannwald ausgewiesen und damit in seiner Entwicklung weitgehend sich selbst überlassen.

## Gebietscharakter
In dem 1987 und 2004 nach § 32 des Landeswaldgesetzes ausgewiesenen Bannwald bleibt der rund 14,4 Hektar große Hangwald weitgehend sich selbst überlassen und soll sich ohne forstwirtschaftliche Beeinflussung zum Urwald entwickeln. Er liegt großteils auf den Flurstücken 144 und 234 auf ehemals Remmigheimer, heute Bissinger Gemarkung und somit zum Stadtgebiet von Bietigheim-Bissingen. Er ist Teil des FFH-Gebiets Strohgäu und unteres Enztal und zählt zu den ökologisch wertvollen Kernzonen des NSGs Leudelsbachtal. 

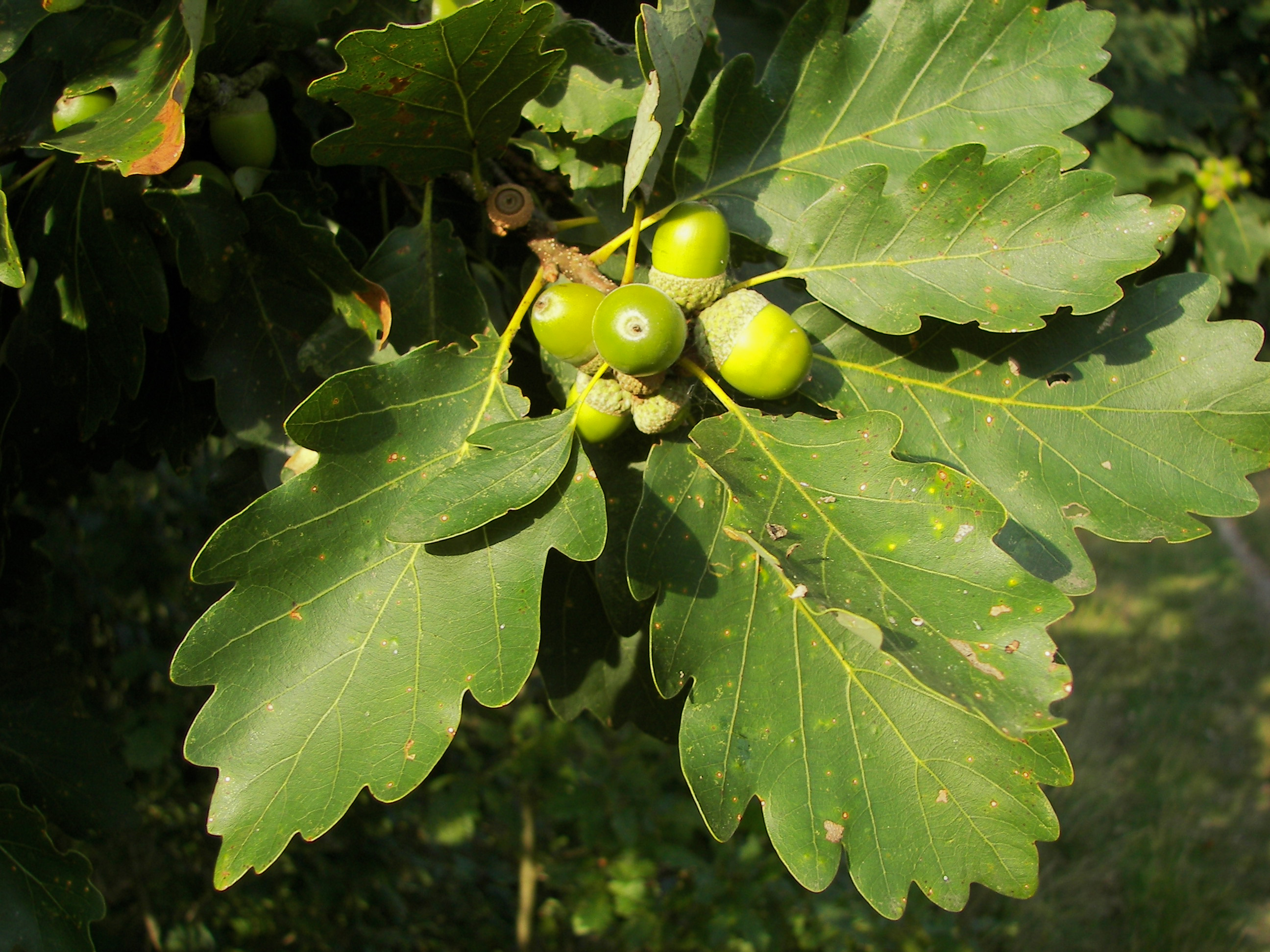
Traubeneiche

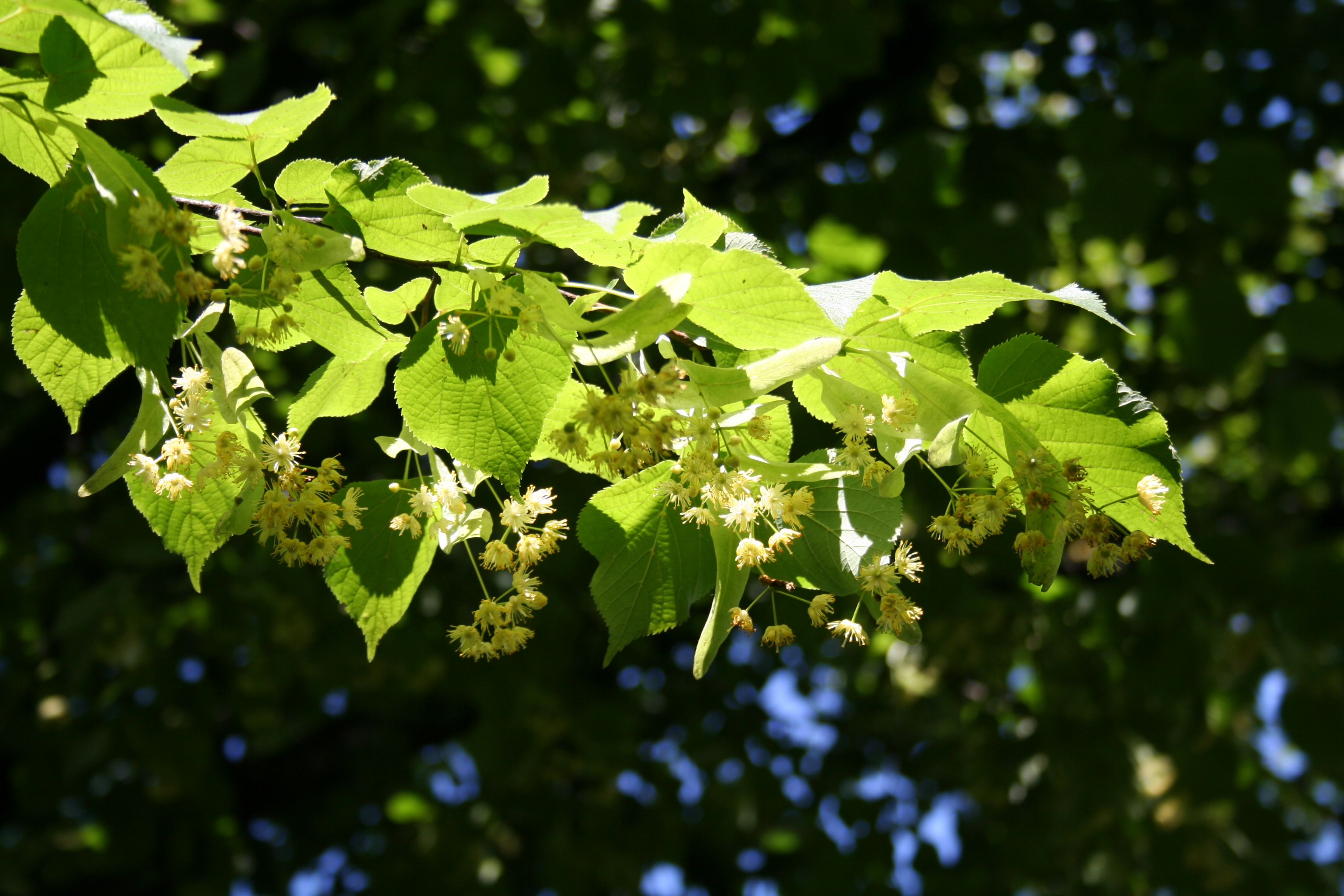
Winterlinde

Im oberen Bereich streichen Schichten des Lettenkeupers aus, mitten im Hang treten Muschelkalkfelsen zutage, unten dominiert Hangschutt.

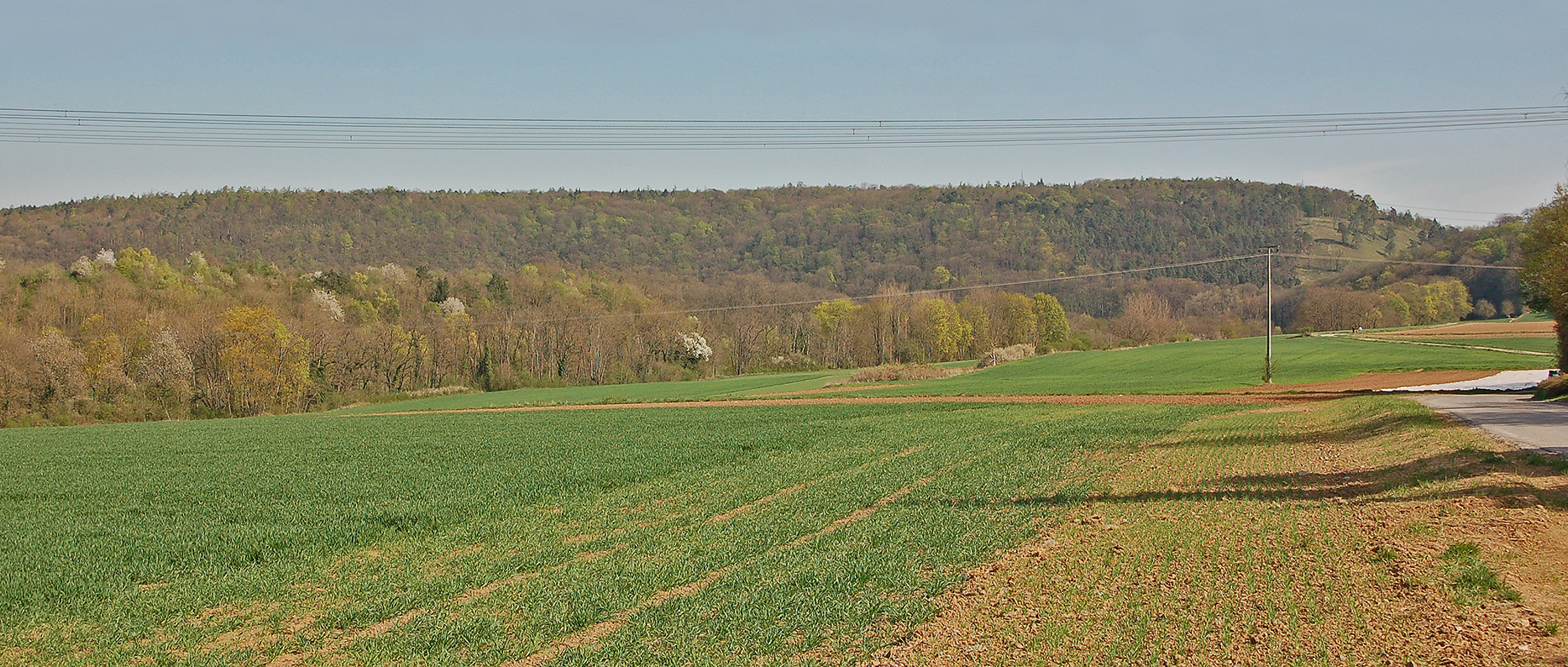
Blick vom Hohberg auf den Bannwald

In dem Bannwald sollen sich die jeweiligen Waldökosysteme mit ihren Tier- und Pflanzenarten sowie Pilzen unbeeinflusst entwickeln können. Außerdem soll die wissenschaftliche Beobachtung gewährleistet sein. Der Schutz bezieht sich nicht nur auf die aktuell dort anzufindenden Lebensräume und -gemeinschaften, sondern bezieht auch explizit die eventuellen eigendynamischen Entwicklungen und Änderungen mit ein. 
Erwartet wird die Entwicklung eines Ahorn-Linden-Hang- und Schluchtwaldes. Die beiden häufigsten Baumarten sind bislang die Traubeneiche (Quercus petraea) und die Winterlinde (Tilia cordata).
Um Störungen durch Wanderer zu beschränken, bleibt der ehemalige „Waldlehrpfad“ heute sich selbst überlassen und ist nicht mehr barrierefrei. Aufgrund der eingeschränkten Zugänglichkeit bietet der Bannwald Rotenacker inzwischen vielen Vogelarten Lebensraum und Zuflucht, darunter insbesondere Spechten sowie Schleiereule, Waldkauz und anderen Greifvögeln. 
An der Südostecke des Bannwalds finden sich Relikte des Burgstalls vom Remminger Schlössle und einige markante alte  Grenzsteine von Grüningen und dem Haus Württemberg. 1684 wies die Kiesersche Forstkarte das Gebiet des damals „Grüninger Rauttenacker“ genannten Waldstücks als Markgröninger Besitz aus. Dazu gehörte auch der sich weiter südlich anschließende „Hammelrain“, der damals komplett bewaldet war und nach seiner Rodung als Schafweide genutzt wurde. Heute hält der Naturschutz diesen Steilhang mit wertvoller Magerrasen-Vegetation offen.